# Ciel România
Ciel România S.A. este o firmă din România producătoare de solutii software de business - ERP, contabilitate, programe de salarii, gestiune comercială, audit și revizuire, registru de casă, imobilizări, înființată în anul 1992.
În 2007 firma a avut 50 de salariați, cu care a obținut o cifră de afaceri de 1.375.333 EURO.